# Brunswick Stew

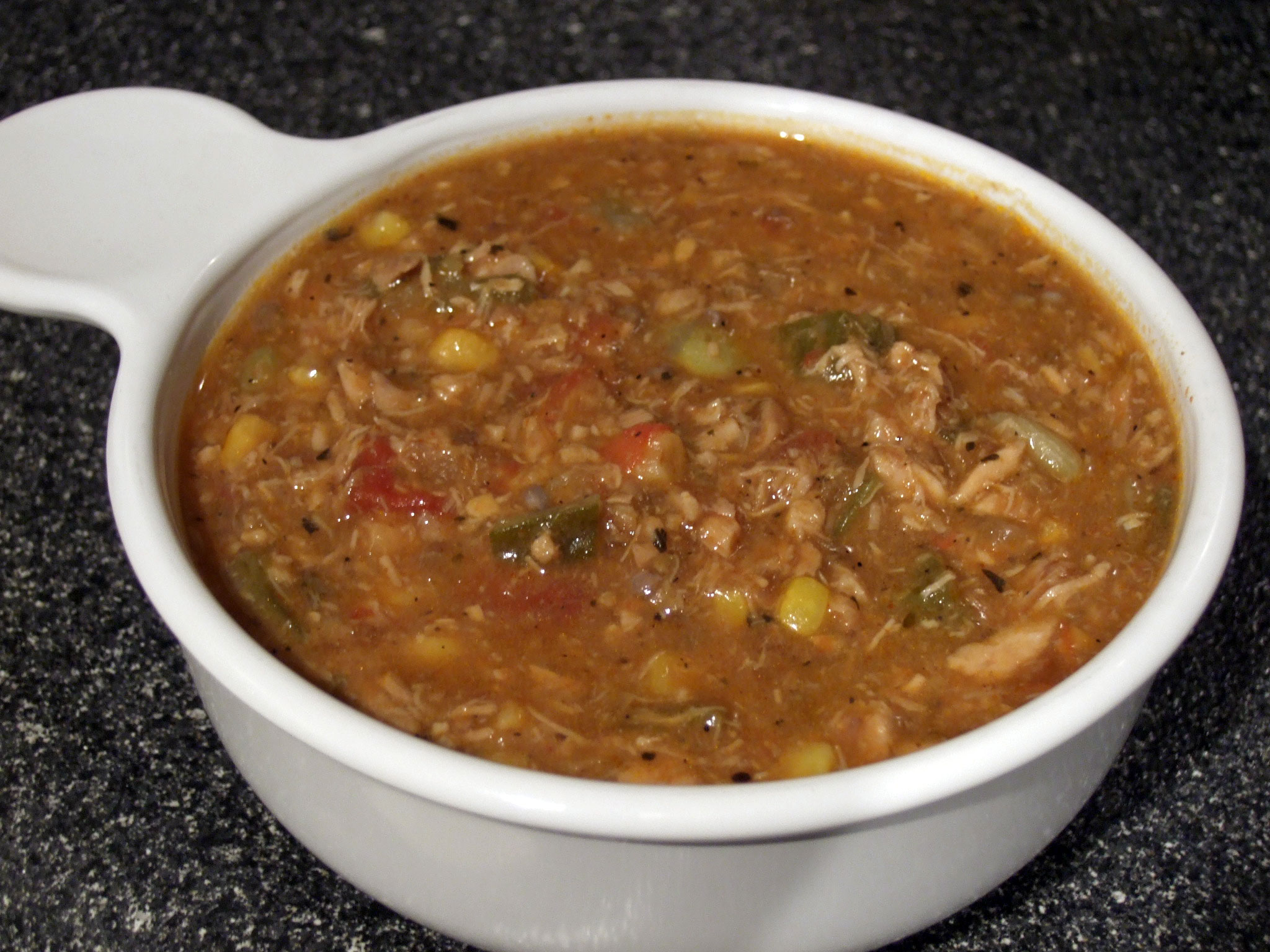
Brunswick Stew mit Geflügel

Brunswick Stew ist ein traditioneller Eintopf der Südstaaten der USA. Der Ursprung des Gerichtes ist nicht genau bekannt, und so existieren zwei konkurrierende Ansprüche auf die Urheberschaft.

## Rezeptur
Das Rezept für den Brunswick Stew ist regional sehr unterschiedlich. Grundsätzlich basiert der Eintopf jedoch auf Tomaten, zu der verschiedene Sorten von Limabohnen, Mais und anderes Gemüse sowie verschiedene Fleischsorten hinzugefügt werden. Die meisten Rezepte, die als authentisch gelten, enthalten Grauhörnchen- oder Kaninchen-Fleisch. Allerdings sind heutzutage auch Geflügel-, Schweine- oder Rindfleisch üblich. Einige Varianten geben dem Eintopf einen ausgeprägten rauchigen Geschmack.

## Herkunft
Eine Debatte betreffend der Herkunft des Brunswick Stew herrscht zurzeit zwischen der Stadt Brunswick in Georgia und Brunswick County in Virginia.
In Brunswick (Georgia) stellt ein Flecken auf einem als Denkmal aufgestellten Topf fest, dass hier das erste Brunswick Stew gekocht wurde. Auf dem Sockel steht geschrieben:
”In this pot the first Brunswick Stew was made on St. Simon Isle July 2, 1888”
(In diesem Topf wurde das erste Brunswick Stew gekocht auf der St. Simon Insel am 2. Juli 1888)
Die konkurrierende Geschichte stammt aus dem Brunswick County im Süden Virginias. Eine Legende behauptet, dass ein Gesetzeshüter das Rezept während einer Jagdentdeckungsreise im Jahr 1828 erfand und die Teilnehmer der Expedition sofort von dem Eintopf angetan waren.
Brunswick ist die englische Bezeichnung für die deutsche Stadt bzw. Region Braunschweig (niederdeutsch Brunswiek).

## Konservenware
Brunswick Stew ist auch als Konservenware erhältlich; eine bekannte Marke ist „Mrs. Fearnow’s“. Die Farmersfrau Pearl Fearnow begann während der 1920er-Jahre auf ihrer Farm in Virginia mit der Herstellung ihres Brunswick Stews. Bis heute ist die Rezeptur unverändert geblieben, auch wenn die Marke mittlerweile der Castleberry Food Company gehört.